# Narvas stadsvapen
Narvas stadsvapen är det heraldiska vapnet för staden Narva i Estland.
Stadens två äldsta sigill som användes 1386–1442 respektive 1443–1549 visade en fisk och en krona. Efter att staden erövrats av Sverige fastställde Johan III ett nytt stadsvapen 1585 med två fiskar, tre kulor samt ett rakt svärd och en kroksabel. Svärdet och sabeln förekommer även i Finlands riksvapen från samma tid där de representerar öst och väst.